# Pałac w Ołdrzychowicach Kłodzkich

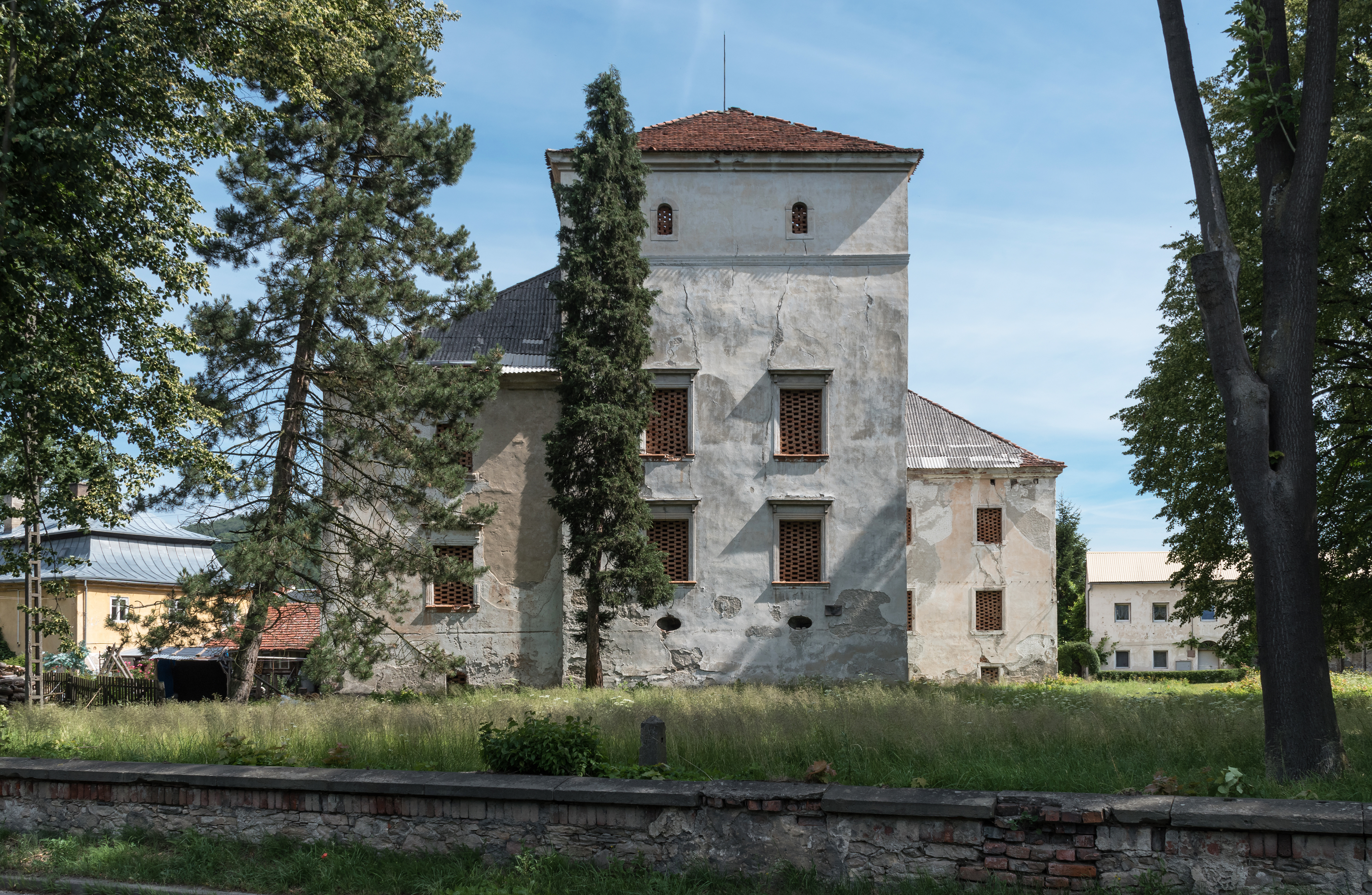
Pałac od południowego zach.

Pałac w Ołdrzychowicach Kłodzkich – zabytkowy pałac położony w miejscowości Ołdrzychowice Kłodzkie w gminie wiejskiej Kłodzko w powiecie kłodzkim, w województwie dolnośląskim.

## Historia
Pierwotny dwór w Ołdrzychowicach Kłodzkich wzmiankowany jest na druga połowę XVI w., jednak jego początki sięgają znacznie dalej – XIV w. Pierwszy właściciel wsi, Hanko Knoblauchsdorf, starosta kłodzki i asesor sądu lennego, prawdopodobnie był fundatorem w tym miejscu wieży obronno-mieszkalnej, która stanowić miała siedzibę jego rodu. Wzniesiono ją prawdopodobnie między 1348 a 1366 r.
Budowę obecnego zespołu rozpoczęto w 1572 r., kiedy to do istniejącej wieży mieszkalnej dobudowano kolejne skrzydła mieszkalne w stylu renesansowym. Kolejni właściciele dokonywali przebudowy zespołu dworskiego, w tym w XVIII w. w stylu barokowym przez Johanna Georga von Schenckendorf, syna Wolfganga Heinricha (zm. przed 1700). W 1709 roku Johann Georg przebudowuje dwór w stylu barokowym. W tym samym czasie powstały dodatkowe oficyny dworskie i zabudowania gospodarcze. 
Maria von Liechtenstein z Krosnowic wyszła za Franza von Waldsteina w 1721 i sprzedała swój majątek dowódcy twierdzy Kłodzko, Karolowi Maksymilianowi Mitrowskiemu von Mitrowiz.
Król Fryderyk II w 1744 konfiskuje majątek należący do von Schenckendorffa za jego przekonania polityczne i przekazuje go gen. Hansowi von Lehwaldtowi,  Heinrichowi de la Motte Fouqué (gubernatorowi Kłodzka) i płk. von Puttkamerowi, którzy posiadali majątek do 1748. 
Z inicjatywy rodu Magnisów, właścicieli od 1793, dokonano renowacji obiektu, nadając mu elementy klasycystyczne w XIX w. W pobliżu pałacu założono rozległy park, w którym gościła Luiza Pruska w 1800 r.
Rezydencja była jednym z najbardziej znanych i odwiedzanych miejsc na ziemi kłodzkiej, szczególnie dlatego, że leżała na głównej drodze do Lądka-Zdroju. Bywali tu i opisywali ją także Polacy, m.in. Józef Morawski w 1815 r., który podał dokładny koszt budowy żeliwnej kolumny znajdującej się w pobliżu. W 1826 r. przejeżdżał tędy Fryderyk Florian Skarbek, poeta i dramaturg, a w 1837 r. późniejszy słynny kaznodzieja jezuicki, Karol Antoniewicz.
Po zakończeniu II wojny światowej pałacem zainteresowali się Rosjanie, którzy wywieźli stąd wszystkie dzieła sztuki zgromadzone tutaj podczas działań wojennych. W latach 1949–1990 w pałacu znajdowała się siedziba PGR-u. W latach 1984–1990 przeprowadzono remont obiektu, jednak nie zabezpieczono dachu i pałac szybko popadł w ruinę.
Obecnie jego właścicielem jest Agencja Własności Rolnej Skarbu Państwa, a budynki stoją puste i niszczeją.

## Architektura
Budynek o powierzchni 810 m² w stylu klasycystycznym, dwukondygnacyjny, założony na planie prostokąta z ryzalitem w środkowej części, wieżą od strony południowej. Wyraźnie wyodrębnione są dwa skrzydła (północne i południowe). We frontonie na ścianie frontowej herb rodziny von Magnis. 
Obiekt jest częścią zespołu pałacowego, w skład którego wchodzą jeszcze: 
- oficyna pałacowa,
- spichlerz,
- oranżeria,
- mur
- brama[2] z herbami na słupach bramnych von: Schenckendorff (L) i Mitrovsky (P).

## Galeria

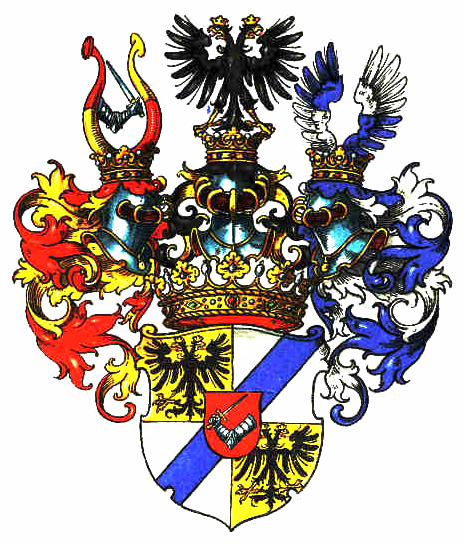
Herb von Magnis na frontonie
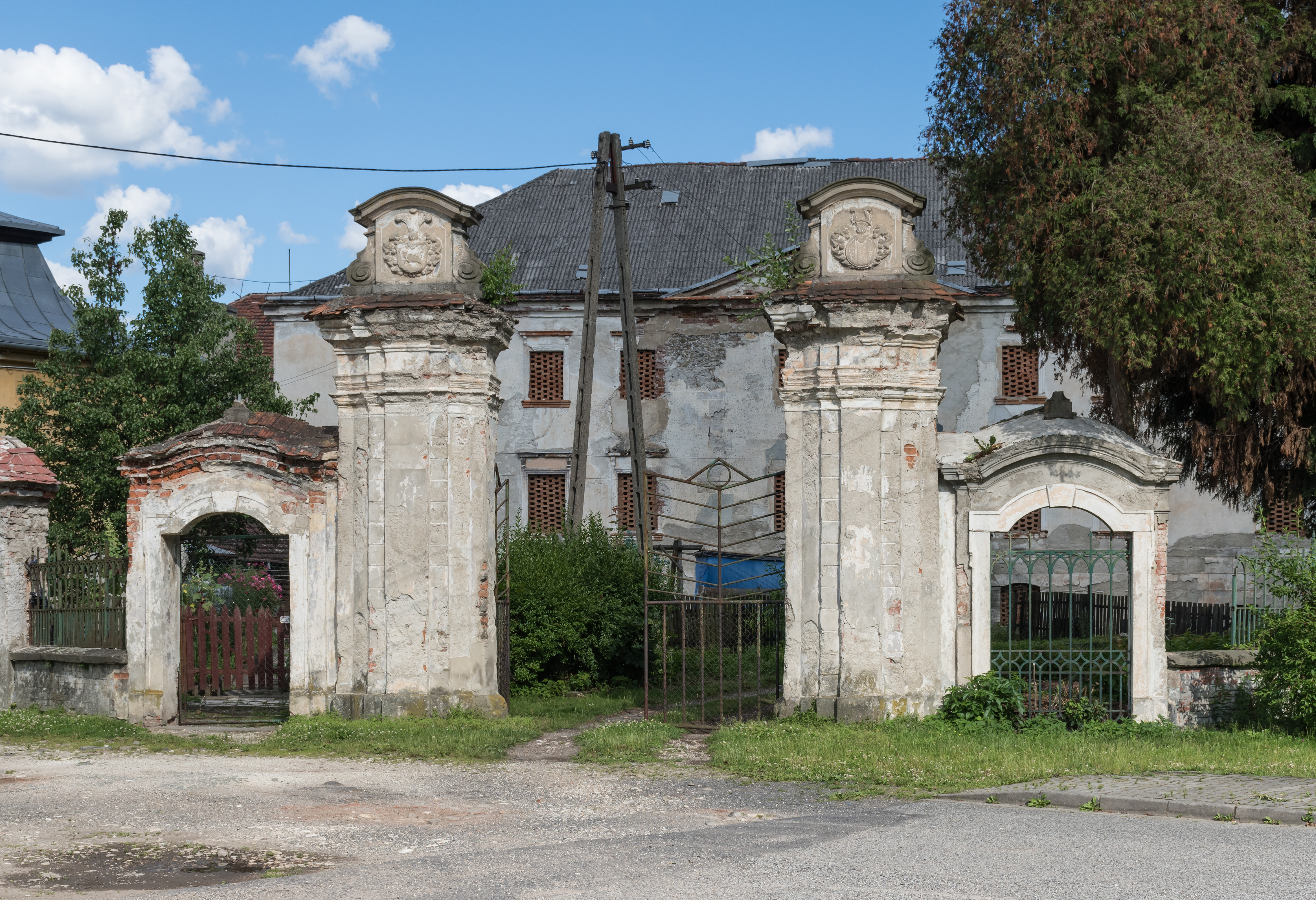
Słupy bramy z herbami
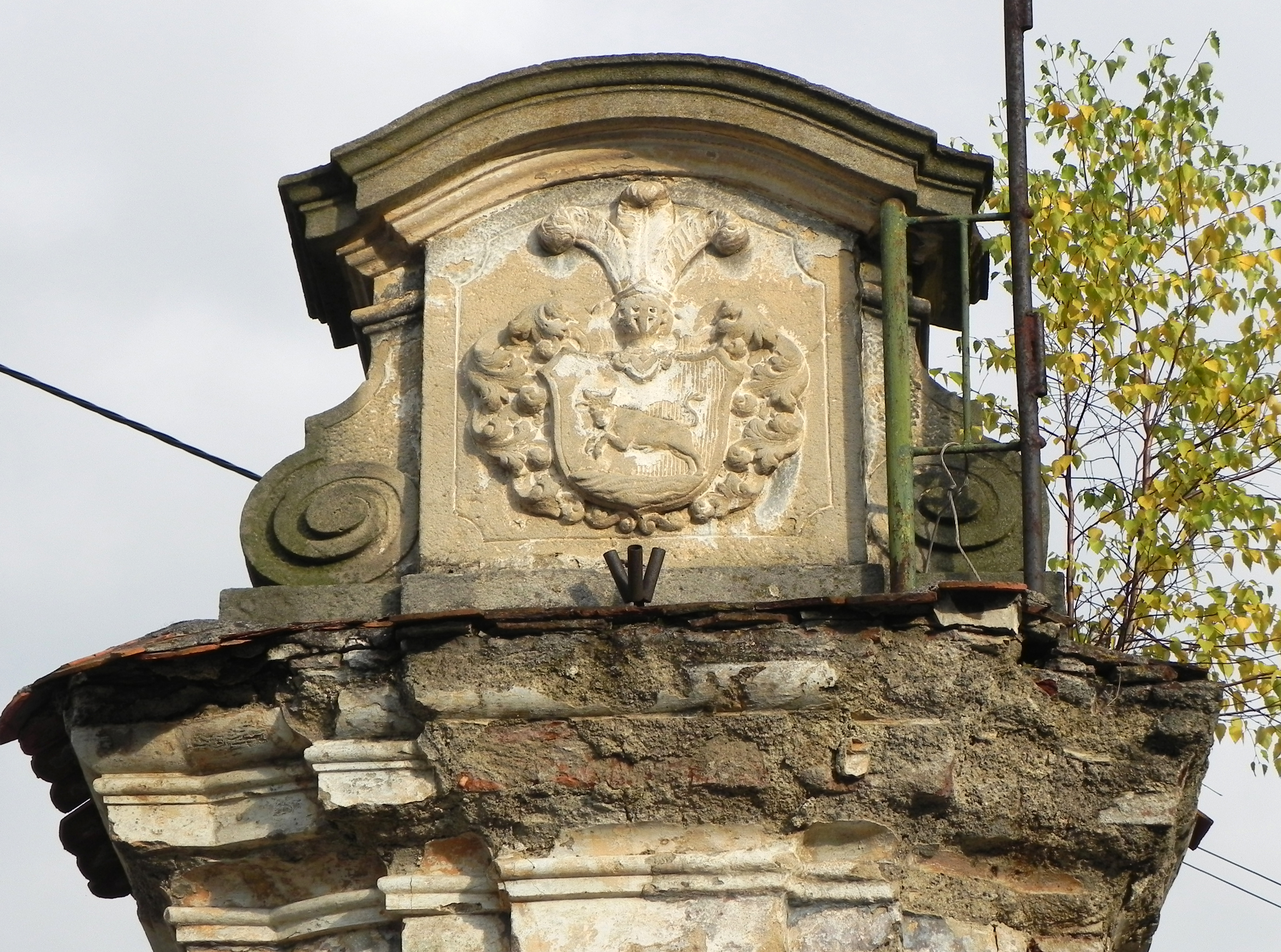
Herb Schenckendorff na słupie (L)
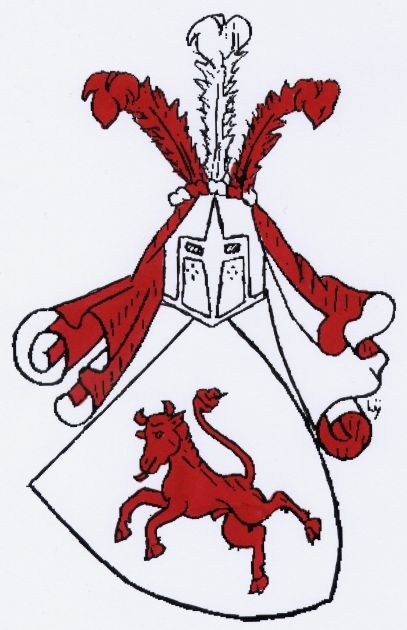
Herb von Schenckendorff (L)
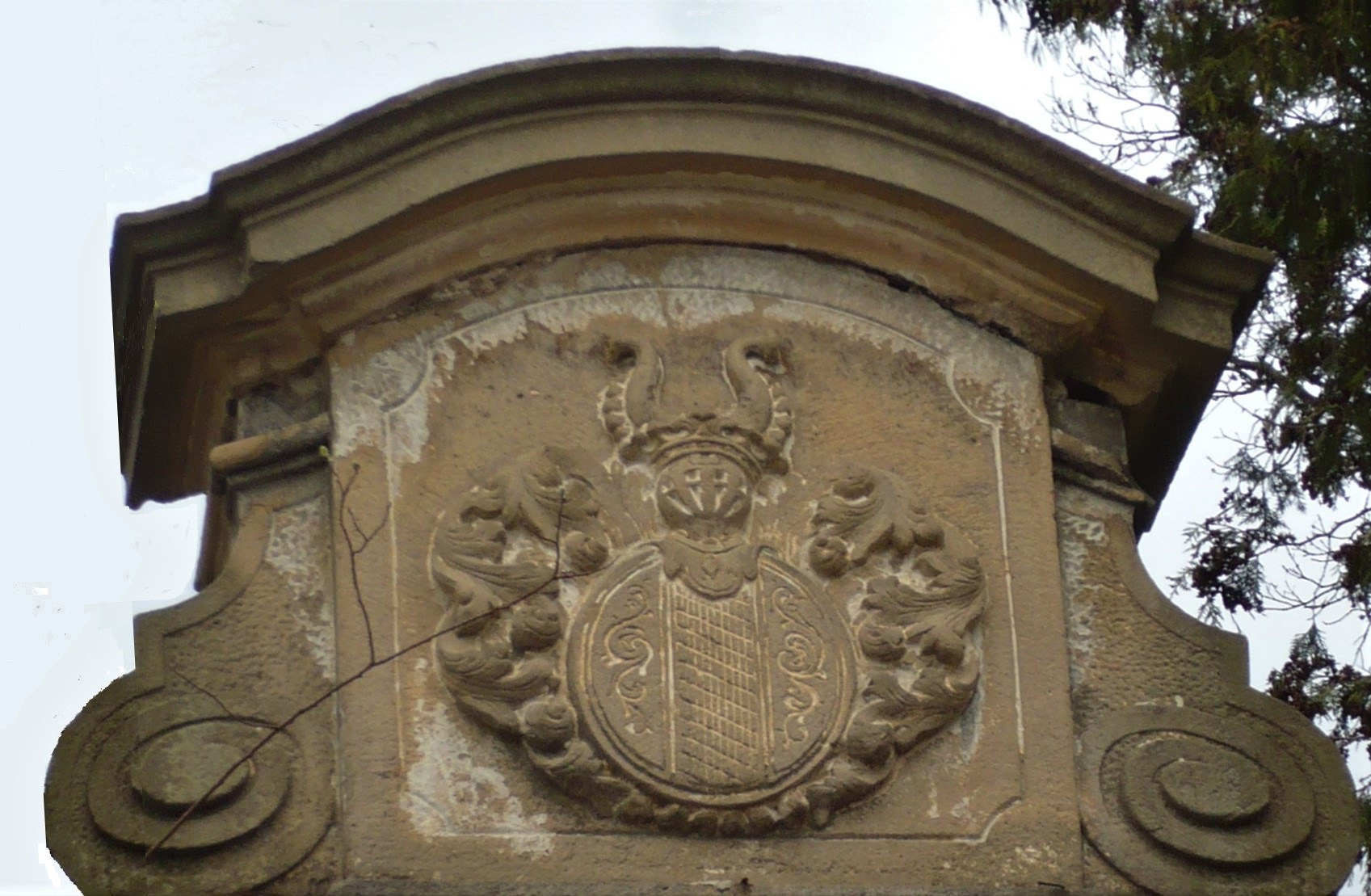
Herb von Mitrovski na słupie (P)
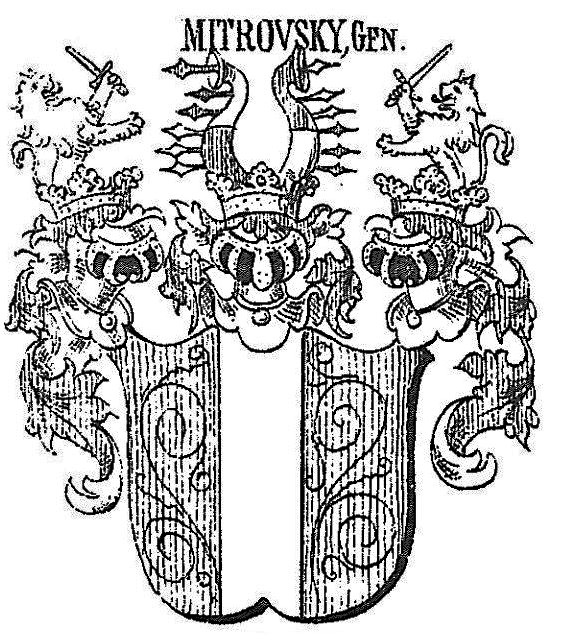
Herb von Mitrovski (P)

## Słynni mieszkańcy i goście pałacu
- Anton Alexander von Magnis (1751-1817), właściciel licznych dóbr ziemskich na ziemi kłodzkiej i zakładów przemysłowych na Śląsku, prekursor nowoczesnej gospodarki rolnej.
- Luiza Meklemburska (1776-1810), królowa pruska; żona Fryderyka Wilhelma III Hohezollerna.
- John Quincy Adams (1767-1848), prezydent Stanów Zjednoczonych 1825-1829